# Shōnen Sarutobi Sasuke
Shōnen Sarutobi Sasuke (少年猿飛佐助? lett. "Il giovane Sasuke Sarutobi") è un film del 1959 diretto da Taiji Yabushita e Akira Daikuhara. Si tratta del secondo film anime prodotto dalla Toei Dōga dopo La leggenda del serpente bianco, ed è basato sull'omonimo romanzo del 1957 di Kazuo Dan che racconta l'infanzia del leggendario ninja Sarutobi Sasuke. Fu distribuito nelle sale giapponesi dalla Toei Company il giorno di Natale del 1959.

## Trama
Nel Giappone medievale, un ragazzo di nome Sasuke Sarutobi e sua sorella Oyū vivono in un bosco insieme a vari cuccioli di specie diverse. Un giorno, il cerbiatto Eri viene afferrato da un'aquila e gettato in un lago. La madre salta nel lago per salvarlo, ma viene divorata da una mostruosa salamandra. Sasuke entra a sua volta nel lago e, dopo aver salvato Eri, combatte contro il mostro, ma quest'ultimo lo sconfigge. La bestia esce quindi dal lago, rivelando la sua vera forma: la demoniaca Principessa Yasha. Più tardi, Oyū rivela a Sasuke che Yasha era stata trasformata in una salamandra da un potente mago millenni prima, ma ora ha abbastanza potere per tornare alla sua forma originaria e instaurare un regno del terrore in Giappone. Così, Sasuke decide di partire per diventare a sua volta uno stregone, in modo da poter sconfiggere Yasha.
Durante il cammino Sasuke si imbatte in un gruppo di banditi, e quasi riesce a sconfiggere il capo Gonkurō quando Yasha appare e fa cadere Sasuke in un precipizio, prendendo il comando dei banditi. In fondo al burrone, Sasuke incontra il vecchio eremita Hakūnsai Tozawa, che lo prende come allievo per tre anni insegnandogli tutti i segreti della magia. Intanto i banditi bruciano e depredano le città. In seguito a una di queste razzie, il nobile Sanada Yukimura promette vendetta agli abitanti e decide di scoprire l'ubicazione del rifugio di Yasha e i banditi insieme al suo fido Miyoshi. Durante una delle ricerche si ferma a riposare a casa di Oyū, che gli racconta di Sasuke. Le spie di Yasha lo vengono a sapere, e la donna ordina ai suoi uomini di uccidere Sasuke, Oyū e Yukimura. I banditi arrivano quindi a casa di Oyū e la incendiano, costringendo la ragazza a rifugiarsi in una grotta.
Nel frattempo Sasuke ha completato l'addestramento e, sulla via del ritorno, salva dai banditi la piccola Okei-chan. Insieme a lei ritorna a casa trovandola bruciata, tuttavia incontra Eri che lo guida nella grotta in cui può riabbracciare la sorella. Questa lo manda a chiedere aiuto a Yukimura contro i banditi. Mentre Sasuke è da Yukimura, i banditi scoprono il rifugio di Oyū e la rapiscono. Sasuke, Yukimura e Miyoshi assaltano quindi il quartier generale di Yasha insieme a Okei-chan e gli animali. Mentre i suoi amici si scontrano con i banditi, Sasuke inizia un feroce combattimento a colpi di magia contro Yasha, riuscendo infine ad ucciderla. Al termine della battaglia, Sasuke entra al servizio di Yukimura, divenendo uno dei Dieci Coraggiosi di Sanada.

## Distribuzione

### Data di uscita
Le date di uscita internazionali sono state:
- 25 dicembre 1959 in Giappone
- 6 marzo 1961 in Germania Ovest (Der Zauberer und die Banditen)
- 22 giugno negli Stati Uniti (Magic Boy)
- 5 ottobre in Messico (El niño mago)
- 6 ottobre in Brasile (O Menino Mágico)
- 20 marzo 1964 in Finlandia (Urhea samurai)
- 23 agosto 1966 in Corea del Sud

## Accoglienza
Il film vinse il Leone di San Marco per il miglior film a soggetto adatto ai ragazzi dai 12 ai 18 anni alla 21ª Mostra internazionale d'arte cinematografica di Venezia. Secondo lo storico dell'animazione Jerry Beck, il film esibiva gli sforzi della Toei Animation di utilizzare la "formula Disney di presentare un racconto popolare tradizionale con canzoni e un sacco di simpatici animali".